# Projet de rideau du théâtre Juliusz-Słowacki à Cracovie

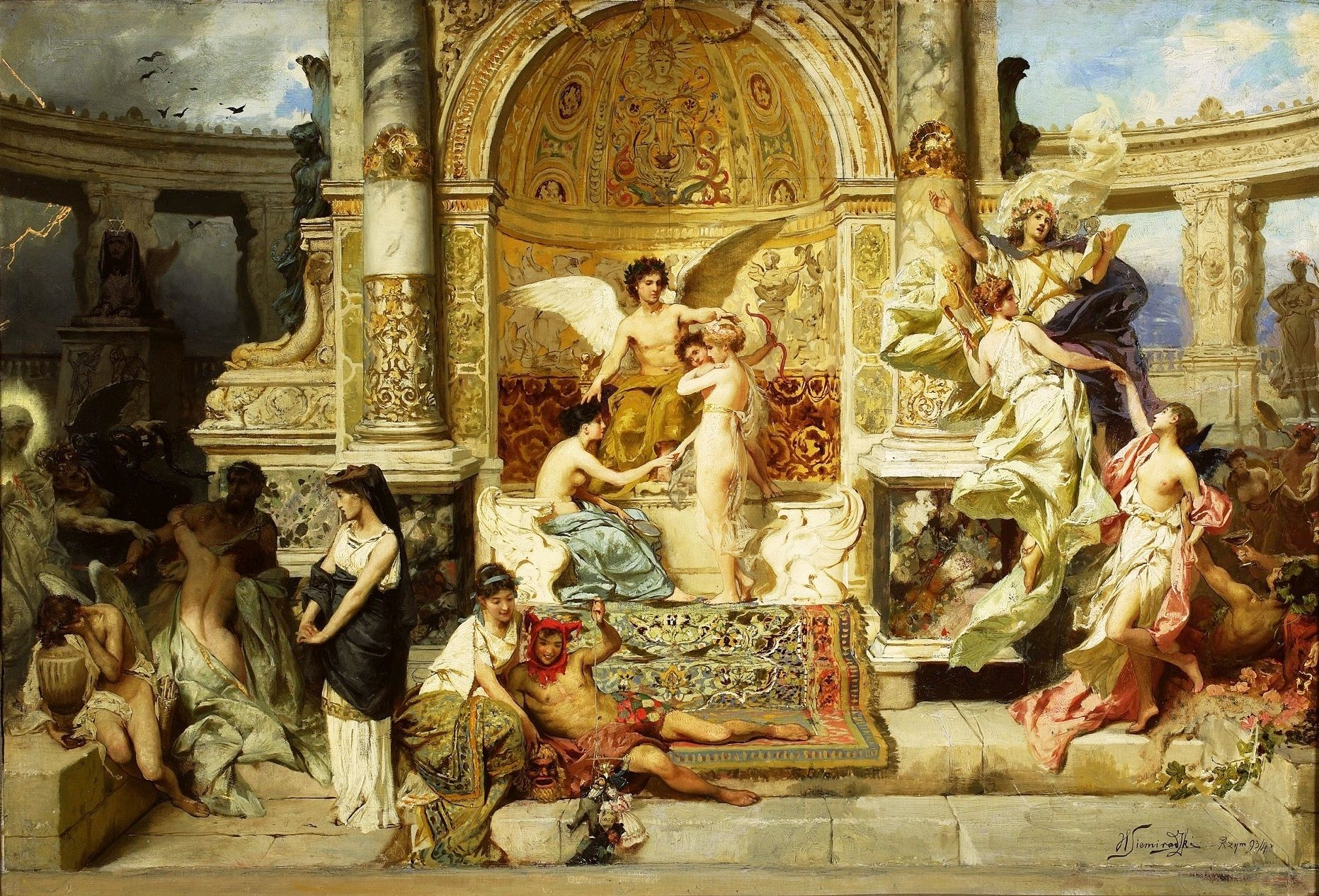
Projet de rideau du théâtre Juliusz-Słowacki, 1894, Muzeum Narodowe w Warszawie.

Le projet de rideau du théâtre Juliusz-Słowacki à Cracovie est une peinture à l'huile du peintre Henryk Siemiradzki d'une dimension de 60,3 × 90 cm, peinte sur de la toile de lin appliquée sur du bois. Contrairement aux rideaux de théâtre habituels, celui réalisé pour le théâtre Juliusz-Słowacki à Cracovie avec le motif de cette toile ne roule pas sur lui-même, mais s'élève au-dessus de la scène. C'est un rideau dit « à l'allemande » : le rideau est équipé sur une perche qui monte ou descend d'un seul tenant. Ce rideau du théâtre de Cracovie a une dimension de 11,9 × 9,6 m.

## Description
La scène représentée est une allégorie. Au centre, l'Inspiration fait se rapprocher la Beauté et la Vérité. Plus bas se trouve la Comédie en compagnie d'un bouffon. Sur la gauche, une tragédienne vêtue de noir regarde Éros pleurer au-dessus d'une urne. À gauche, dans l'ombre, le Crime, les Vices, les Furies et des fantômes. La composition est complétée à droite par Psyché, la Musique, le Chant et la Danse. 
Siemiradzki a effectué cette œuvre à ses frais sans rien exiger comme rémunération. La ville lui a toutefois payé 15 000 florins. Le rideau a été levé pour la première fois le 18 avril 1894, au théâtre de la ville (aujourd'hui théâtre Juliusz-Słowacki à Cracovie), lors de la représentation d'une pièce de Joseph Blizinski (pl) intitulée Chwast. En l'honneur de la réalisation de Siemiradzki, le régiment d'infanterie et l'Opéra de Cracovie a joué et chanté des partitions. La presse de Cracovie a fait une description détaillée du rideau réalisée avec des commentaires de l'artiste lui-même. 